# Fonts del poble de Beget
Les fonts del poble de Beget són unes construccions del municipi de Camprodon (Ripollès) incloses a l'Inventari del Patrimoni Arquitectònic de Catalunya.

## Descripció

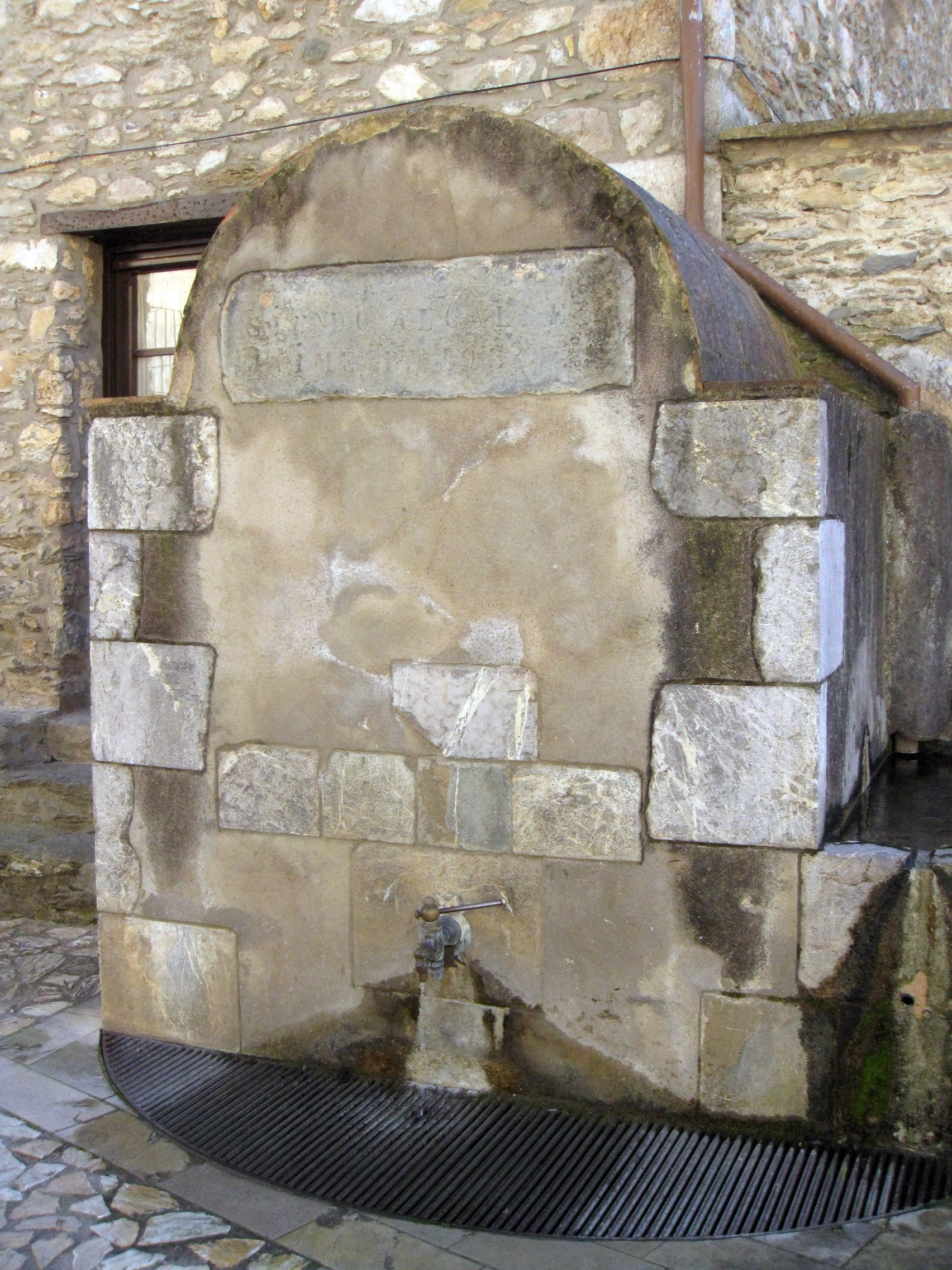
Font davant el número 14 del carrer de Bonaire

El poble de Beget conserva dues boniques fonts construïdes als segles xviii i xix. La primera és situada a l'entrada del poble, disposa d'un petit teulat de llosa a dos vessants i a la part frontal s'hi pot veure una llinda de 90 cm amb la següent inscripció: 17 IHS 59, i un rosetó a sobre.
Passat el pont medieval que uneix el sector presidit per l'església de Sant Cristòfol i el sector anomenat comercial es troba l'altra font, bastida al segle xix i amb la següent inscripció en una llinda de 114 cm: 1893 / SIENDO ALCALDE / JAIME PUJOLAR.